# تأثير المذيبات
في الكيمياء ، تأثيرات المذيبات هي تأثير المذيب على التفاعل الكيميائي أو الارتباطات الجزيئية. يمكن أن يكون للمذيبات تأثير على قابلية الذوبان والثبات ومعدلات التفاعل.إن اختيار المذيب المناسب يسمح بالتحكم الديناميكي الحراري والحركي على التفاعل الكيميائي.

## التأثيرات على الذوبان
يذوب المذاب في مذيب عندما يشكل تفاعلات مساعدة مع المذيب. تعتمد عملية الذوبان هذه على تغيير الطاقة الحرة لكل من المذاب والمذيب. الطاقة الحرة للمذابات هي مزيج من عدة عوامل.
أولاً، يجب إنشاء تجويف في المذيب. وإنشاء تجويف يكون إنتروبيا ومحتوى حراري غير ملائمة، حيث يتناقص الهيكل المنظم للمذيب وتقل تفاعلات المذيبات. ثانيًا، يجب فصل المذاب عن المادة المذابة السائبة. هذا غير مواتٍ من الناحية المحتوى ية حيث تنكسر التفاعلات المذابة ولكنها مواتية من الناحية الإنتروبية. ثالثًا، يجب أن يشغل المذاب التجويف الناتج في المذيب. ينتج عن هذا تفاعلات مذابة مواتية كما أنه مفضل من الناحية الحتمية لأن الخليط يكون أكثر اضطرابًا مما يحدث عندما لا يتم خلط المذاب والمذيب. غالبًا ما يحدث الذوبان عندما تكون تفاعلات المذيب المذاب مشابهة لتفاعلات المذيب والمذيب، والتي تدل عليها المصطلح مثل يذوب مثل . ومن ثم، تذوب المواد المذابة القطبية في المذيبات القطبية، بينما تذوب المواد غير القطبية في المذيبات غير القطبية. لا يوجد مقياس واحد لقطبية المذيب، لذا يمكن تصنيف المذيبات على أساس القطبية باستخدام مقاييس مختلفة. ( أنظر أيضا: المذيبات - تصنيف المذيبات )

## التأثيرات على الاستقرار
يمكن أن تؤثر المذيبات المختلفة على ثابت التوازن للتفاعل عن طريق التثبيت التفاضلي للمادة المتفاعلة أو المنتج. يتحول التوازن في اتجاه المادة المستقرة بشكل تفضيلي. يمكن أن يحدث استقرار المادة المتفاعلة أو المنتج من خلال أي من التفاعلات غير التساهمية المختلفة مع المذيب مثل الترابط H ، والتفاعلات ثنائية القطب، وتفاعلات van der Waals ، إلخ.

### توازن الحمضي القاعدي
يتأثر توازن التأين لحمض أو قاعدة بتغيير المذيب. تأثير المذيب ليس فقط بسبب حموضته أو قاعدته ولكن أيضًا بسبب ثبوت عزله (ثابت العزل وقدرته على الذوبان بشكل تفضيلي وبالتالي تثبيت بعض الأنواع في توازن القاعدة الحمضية. يمكن أن يؤثر التغيير في قدرة الذوبان أو ثابت العزل على الحموضة أو القاعدية.
| مذيب                 | ثابت عازل |
| -------------------- | --------- |
| الاسيتونتريل         | 37        |
| ثنائي ميثيل سلفوكسيد | 47        |
| ماء                  | 78        |

في الجدول أعلاه، يمكن ملاحظة أن الماء هو أكثر المذيبات القطبية، يليه ثنائي ميثيل سلفوكسيد، ثم الأسيتونتريل . ضع في اعتبارك توازن تفكك الحمض التالي:
HA  A - + H +
الماء، باعتباره أكثر المذيبات القطبية المذكورة أعلاه، يعمل على استقرار الأنواع المتأينة إلى حد أكبر من ثنائي ميثيل سلفوكسيد أو الاسيتونتتريل. سيكون التأين - وبالتالي الحموضة - أكبر في الماء وأقل في ثنائي ميثيل سلفوكسيدوالأسيتونتريل، كما هو موضح في الجدول أدناه، والذي يوضح قيم p K a عند 25 درجة مئوية للأسيتونيتريل (ACN)  وثنائي ميثيل سلفوكسيد (DMSO)  والماء.
| HA A - + H +                            | ACN   | DMSO | ماء   |
| --------------------------------------- | ----- | ---- | ----- |
| حمض <i id="mwVg">ص</i> -Toluenesulfonic | 8.5   | 0.9  | قوي   |
| 2،4-دينيتروفينول                        | 16.66 | 5.1  | 3.9   |
| حمض البنزويك                            | 21.51 | 11.1 | 4.2   |
| حمض الاسيتيك                            | 23.51 | 12.6 | 4.756 |
| الفينول                                 | 29.14 | 18.0 | 9.99  |

### اتزان كيتو-إينول

Keto enol tautomerization (شكل diketo على اليسار ، شكل cis -enol على اليسار)

العديد من مركبات الكربونيل تظهر توتومرية كيتو-إينول . يظهر هذا التأثير بشكل خاص في مركبات 1.3-ديكاربونيل التي تشكل enols مرتبطة بالهيدروجين . يعتمد ثابت التوازن على قطبية المذيب، حيث يسود شكل cis -enol عند القطبية المنخفضة ويسود شكل diketo عند القطبية العالية. تكون الرابطة H داخل الجزيئية المتكونة في شكل cis -enol أكثر وضوحًا عندما لا تكون هناك منافسة على الترابط H بين الجزيئات مع المذيب. نتيجة لذلك، تسمح المذيبات ذات القطبية المنخفضة التي لا تشارك بسهولة في الترابط H بتثبيت رابطة الدول المستقلة -enolic عن طريق الترابط H داخل الجزيء.
| مذيب              | {\displaystyle {\mathbf {K} }_{\mathrm {T} }={\frac {[cis-enol]}{[diketo]}}} |
| ----------------- | ---------------------------------------------------------------------------- |
| مرحلة الغاز       | 11.7                                                                         |
| سيكلوهكسان        | 42                                                                           |
| تتراهيدروفوران    | 7.2                                                                          |
| البنزين           | 14.7                                                                         |
| الإيثانول         | 5.8                                                                          |
| ثنائي كلورو ميثان | 4.2                                                                          |
| ماء               | 0.23                                                                         |

## التأثيرات على معدلات التفاعل
في كثير من الأحيان، يتم تصوير آليات التفاعل ورد الفعل على أنها سلوك جزيئات معزولة حيث يتم التعامل مع المذيب كدعم سلبي. ومع ذلك، يمكن لطبيعة المذيب أن تؤثر فعليًا على معدلات التفاعل وترتيب التفاعل الكيميائي.
يمكن أن يؤثر إجراء التفاعل بدون مذيب على معدل التفاعل للتفاعلات مع الآليات ثنائية الجزيء ، على سبيل المثال، عن طريق زيادة تركيز الكواشف. يعد طحن الكرة أحد الأساليب الكيميائية الميكانيكية العديدة حيث تُستخدم الطرق الفيزيائية للتحكم في التفاعلات بدلاً من المذيبات، وهي طرق للتأثير على التفاعلات في حالة عدم وجود مذيب.

### تأثيرات مذيبات التوازن
يمكن أن تؤثر المذيبات على المعدلات من خلال تأثيرات مذيبات التوازن التي يمكن تفسيرها على أساس نظرية الحالة الانتقالية . في الأساس، تتأثر معدلات التفاعل بالحل التفاضلي لمادة البداية وحالة الانتقال بواسطة المذيب. عندما تنتقل جزيئات المادة المتفاعلة إلى الحالة الانتقالية، فإن جزيئات المذيب توجه نفسها لتحقيق الاستقرار في حالة الانتقال. إذا استقرت حالة الانتقال إلى حد أكبر من مادة البداية، فإن التفاعل يستمر بشكل أسرع. إذا تم تثبيت مادة البداية إلى حد أكبر من حالة الانتقال، فإن التفاعل يستمر بشكل أبطأ. ومع ذلك، فإن هذا الحل التفاضلي يتطلب استرخاء إعادة توجيه سريعًا للمذيب (من اتجاه حالة الانتقال إلى اتجاه الحالة الأرضية). وهكذا، لوحظت تأثيرات مذيبات التوازن في التفاعلات التي تميل إلى أن يكون لها حواجز حادة ومذيبات ثنائية القطب ضعيفة، سريعة الاسترخاء.

### تأثيرات المذيبات الاحتكاكية
لا تمثل فرضية التوازن التفاعلات الكيميائية السريعة جدًا التي تنهار فيها نظرية الحالة الانتقالية. في مثل هذه الحالات التي تنطوي على مذيبات ثنائية القطب شديدة الاسترخاء ببطء، لا يلعب حل الحالة الانتقالية دورًا كبيرًا جدًا في التأثير على معدل التفاعل. بدلاً من ذلك، تلعب المساهمات الديناميكية للمذيب (مثل الاحتكاك أو الكثافة أو الضغط الداخلي أو اللزوجة ) دورًا كبيرًا في التأثير على معدل التفاعل.

### هيوز - قواعد إنغولد
تمت دراسة تأثير المذيب على تفاعلات الإزالة والاستبدال النووي من قبل الكيميائيين البريطانيين إدوارد دي هيوز وكريستوفر كيلك إنجولد . باستخدام نموذج الذوبان البسيط الذي يأخذ في الاعتبار فقط التفاعلات الكهروستاتيكية النقية بين الأيونات أو الجزيئات ثنائية القطب والمذيبات في الحالات الأولية والانتقالية، تم تنظيم جميع تفاعلات محبة النواة وتفاعلات الإزالة في أنواع شحنة مختلفة (محايدة أو موجبة الشحنة أو سالبة الشحنة). ثم قام هيوز وإنجولد بوضع افتراضات معينة حول مدى الحل المتوقع في هذه المواقف:
- زيادة حجم الشحنة سيزيد من الذوبان
- زيادة عدم التمركز سيقلل من الذوبان
- سيقلل فقدان الشحن من الذوبان أكثر من تشتت الشحنة [7]

يظهر التأثير المطبق لهذه الافتراضات العامة في الأمثلة التالية:
- تؤدي الزيادة في قطبية المذيب إلى تسريع معدلات التفاعلات حيث يتم تطوير شحنة في المركب المنشط من مفاعل محايد أو متفاعل قليل الشحنة
- تؤدي الزيادة في قطبية المذيب إلى تقليل معدلات التفاعلات حيث يكون هناك شحنة أقل في المركب المنشط مقارنة بمواد البدء
- التغيير في قطبية المذيب سيكون له تأثير ضئيل أو معدوم على معدلات التفاعل عندما يكون هناك اختلاف بسيط أو معدوم في الشحنة بين المواد المتفاعلة والمركب المنشط.[7]

## أمثلة على التفاعل

### تفاعلات الاستبدال
يحدد المذيب المستخدم في تفاعلات الاستبدال بطبيعته المحبة النووية للنيوكليوفيل ؛ أصبحت هذه الحقيقة أكثر وضوحًا بشكل متزايد مع إجراء المزيد من التفاعلات في الطور الغازي. على هذا النحو، تؤثر ظروف المذيبات بشكل كبير على أداء التفاعل مع ظروف مذيب معينة تفضل آلية تفاعل واحدة على أخرى. بالنسبة لتفاعلات S N 1 ، تكون قدرة المذيب على تثبيت الكربوهيدرات الوسيطة ذات أهمية مباشرة لجدواها كمذيب مناسب. إن قدرة المذيبات القطبية على زيادة معدل تفاعلات S N 1 ناتجة عن إذابة المذيب القطبي الأنواع الوسيطة المتفاعلة، أي الكربوهيدرات، وبالتالي تقليل الطاقة الوسيطة بالنسبة إلى مادة البداية. يوضح الجدول التالي معدلات انحلال الذوبان النسبية لكلوريد البوتيل <i id="mw3g">ثلاثي</i> مع حمض الأسيتيك (CH 3 CO 2 H) والميثانول (CH 3 OH) والماء (H 2 O).
| مذيب        | ثابت عازل، ε | المعدل النسبي |
| ----------- | ------------ | ------------- |
| CH 3 CO 2 H | 6            | 1             |
| CH 3 أوه    | 33           | 4             |
| H 2 O       | 78           | 150.000       |

تختلف حالة تفاعلات S <sub id="mwAQE">N</sub> 2 تمامًا، حيث يؤدي عدم وجود محلول على النوكليوفيل إلى زيادة معدل تفاعل S N 2. في كلتا الحالتين (S N 1 أو S N 2)، والقدرة على إما استقرار الحالة الانتقالية (S N 1) أو زعزعة استقرار المواد بدءا المتفاعلة (S N 2) يعمل على تقليل تفعيل ΔG ‡ وبالتالي زيادة معدل ردة الفعل. هذه العلاقة وفقًا للمعادلة ΔG = –RT ln K ( طاقة جيبس الحرة ). المعادلة معدل لS N 2 التفاعلات ثنائي الجزيء أولها النظام في النيوكليوفيل ومن الدرجة الأولى في الكاشف. العامل المحدد عندما تكون آليات تفاعل S N 2 و S N 1 قابلة للحياة هو قوة Nucleophile. ترتبط النواة والأساسية، وكلما زاد عدد الجزيئات المحبة للنووية، كلما زادت قاعدة محبي النواة. هذه الزيادة في القاعدية تسبب مشاكل لآليات تفاعل S N 2 عندما يكون المذيب المختار بروتيني. تتفاعل المذيبات البروتينية مع محبي النواة القوية ذات الطابع الأساسي الجيد بطريقة حمضية / قاعدية، وبالتالي تقلل أو تزيل الطبيعة المحبة للنووية للنواة. يوضح الجدول التالي تأثير قطبية المذيب على معدلات التفاعل النسبية لتفاعل S N 2 من 1-بروموبوتان مع أزيد (N 3 - ). هناك زيادة ملحوظة في معدل التفاعل عند التحول من مذيب بروتوني إلى مذيب غير بروتوني. ينشأ هذا الاختلاف من تفاعلات الحمض / القاعدة بين المذيبات البروتونية (وليس المذيبات اللا بروتونية) والنيوكليوفيلات القوية. في حين أنه من الصحيح أن التأثيرات الفراغية تؤثر أيضًا على معدلات التفاعل النسبية،  ومع ذلك، لإثبات مبدأ قطبية المذيب على معدلات تفاعل S N 2 ، يمكن إهمال التأثيرات الفراغية.
| مذيب     | ثابت عازل، ε | المعدل النسبي | اكتب   |
| -------- | ------------ | ------------- | ------ |
| CH 3 أوه | 33           | 1             | بروتيك |
| H 2 O    | 78           | 7             | بروتيك |
| DMSO     | 49           | 1300          | أبوتيك |
| DMF      | 37           | 2800          | أبوتيك |
| CH 3 CN  | 38           | 5000          | أبوتيك |

مقارنة بين تفاعلات S N 1 إلى S N 2 على اليمين. يوجد على اليسار مخطط إحداثيات تفاعل S N 1. لاحظ انخفاضا في تفعيل ΔG ‡ للظروف التفاعل القطبية المذيبات. ينشأ هذا من حقيقة أن المذيبات القطبية تثبت تكوين الكربوهيدرات الوسيطة إلى حد أكبر من ظروف المذيبات غير القطبية. هذا واضح في ΔE لذلك، ΔΔG ‡ التنشيط. على اليمين هو S N 2 رد فعل تنسيق الرسم البياني. لاحظ انخفاض تنشيط ΔG ‡ لظروف تفاعل المذيبات غير القطبية. تعمل المذيبات القطبية على تثبيت المواد المتفاعلة إلى حد أكبر من ظروف المذيبات غير القطبية عن طريق إذابة الشحنة السالبة على المحبة النووية، مما يجعلها أقل توفرًا للتفاعل مع الإلكتروفيل.

### التفاعلات المحفزة بالمعادن الانتقالية
تتأثر التفاعلات التي تتضمن معقدات معدنية انتقالية مشحونة (كاتيوني أو أنيوني) بشكل كبير بالذوبان، خاصة في الوسط القطبي. تم حساب التغييرات التي تصل إلى 30-50 كيلو كالوري / مول في سطح الطاقة الكامنة (طاقات التنشيط والثبات النسبي) إذا تم تغيير شحنة الأنواع المعدنية أثناء التحول الكيميائي.

### توليفات الجذور الحرة
تُظهر العديد من التوليفات المعتمدة على الجذور الحرة تأثيرات مذيبات حركية كبيرة يمكن أن تقلل من معدل التفاعل وقد تتسبب في تفاعل مخطط لاتباع مسار غير مرغوب فيه.